# Єсетська сільська адміністрація
Єсе́тська сільська адміністрація (каз. Есет ауылдық әкімдігі, рос. Есетская сельская администрация) — адміністративна одиниця у складі Бейнеуського району Мангистауської області Казахстану. Адміністративний центр та єдиний населений пункт — село Єсет.
Населення — 771 особа (2021; 897 у 2009, 797 у 1999, 592 у 1989).
Станом на 1989 рік існувала Опорненська селищна рада (смт Опорний, села Бугібай, Каракум, Корколь). 1993 року село Єсет (колишнє село Корколь) утворило окремий Єсетський сільський округ, який з 2017 року перетворено на Єсетську сільську адміністрацію.